# Man-Bat
Man-Bat (Robert Kirkland "Kirk" Langstrom) (en español: Murciélago-Hombre) es un personaje ficticio que aparece en los cómics estadounidenses publicados por DC Comics. Introducido en Detective Comics #400 (junio de 1970) como enemigo del superhéroe Batman, el personaje pertenece al colectivo de adversarios que conforman su galería de villanos. Originalmente retratado como un supervillano, las encarnaciones posteriores muestran a Man-Bat como un villano comprensivo o antihéroe.
En la versión original de la historia, Kirk Langstrom era un zoólogo que intentó dar a los humanos el agudo sentido del sonar de los murciélagos. Se las arregló para desarrollar un extracto que supuestamente podría hacer esto, pero al probarlo en sí mismo, se transformó en un híbrido medio murciélago salvaje antropomórfico, carente de sensibilidad y actuando puramente por instinto. Batman logró revertir los efectos, pero Langstrom volvería como Man-Bat una y otra vez, aunque no necesariamente como un villano, ya que Langstrom a veces conservaría la cordura suficiente para usar sus poderes para siempre. Desde entonces, varios otros personajes han aparecido como criaturas Man-Bat similares, incluida la esposa de Langstrom, Francine, y el padre Abraham.
Desde su debut al final de la Edad de plata de las historietas, Man-Bat ha aparecido en varias adaptaciones de medios, incluidas series de televisión y videojuegos. En 2017, Man-Bat fue clasificado como el decimosexto mejor villano de Batman de IGN.

## Historial de publicaciones
El personaje hizo su primera aparición en Detective Comics # 400 (junio de 1970) y fue creado por Frank Robbins y Neal Adams en colaboración con el editor Julius Schwartz. Man-Bat fue la estrella de su propia serie homónima en 1975-1976, que duró dos números antes de ser cancelada.

## Historia
El Dr. Kirk Langstrom, un zoólogo que se especializó en el estudio de la quiropterología, desarrolló un extracto destinado a dar a los humanos el sentido agudo del sonar de un murciélago y probó la fórmula en sí mismo. El extracto funcionó, pero tuvo un efecto secundario horrible: lo transformó en una monstruosa criatura híbrida humano / murciélago. Este efecto secundario lo angustió tanto que afectó temporalmente su cordura y se enfureció hasta que Batman encontró una manera de revertir los efectos.
Más tarde, Langstrom vuelve a tomar el brebaje y el Man-Bat regresa. También persuade a su esposa, Francine Langstrom, para que beba el suero y ella pasa por la misma transformación, convirtiéndose en She-Bat. Juntos, aterrorizan a Gotham City hasta que Batman una vez más los devuelve a la normalidad.
En algunas ocasiones, Langstrom toma el suero y conserva la cordura suficiente para trabajar por las fuerzas del bien. Durante uno de estos períodos, trabaja con el detective Jason Bard. En otra ocasión, en Action Comics # 600, Jimmy Olsen inadvertidamente pone a Superman en una cueva ocupada por el Man-Bat para protegerlo de la radiación de kryptonita que había llegado a la Tierra tras la explosión de Krypton. Man-Bat calma al enloquecido Superman y luego convoca a Hombre Halcón, quien ayuda a Superman a superar la radiación.
Kirk y Francine tienen una hija, Rebecca ("Becky"), y un hijo, Aaron. Debido a los efectos que tuvo el suero en el ADN de Aaron, nació con una enfermedad mortal. Francine lo convierte en un joven Man-Bat para salvarle la vida. Esto ocurrió en el número 3 de la miniserie Man-Bat de Chuck Dixon.

### Crisis infinitay más allá
El Man-Bat es visto en la Sociedad Secreta de Super Villanos de Alexander Luthor, Jr. durante los acontecimientos de la historia 2005-2006 Crisis infinita.
A raíz de esa historia, tanto Kirk como Francine se muestran vivos en la historia de 2006 "Un año después". Talia al Ghul ata y amordaza a Francine, y luego amenaza con envenenarla si Kirk no le da la fórmula Man-Bat. Después de que Langstrom le da la fórmula, libera a Francine como prometió. Talia utiliza al Man-Bat para convertir a algunos miembros genéricos de la Liga de Asesinos en Comandos Man-Bat.
En Gotham Underground, el Man-Bat es detenido por el Escuadrón Suicida. Es uno de los villanos vistos en Salvation Run. Francine ha aparecido en Batman and the Outsiders, sirviendo como asesora técnica del equipo, y su asistente Salah Miandad opera el dron OMAC "en blanco" conocido como ReMAC. En el número 10 de esa serie, apareció Kirk, aparentemente sano y también ayudando a Francine.
En la miniserie Crisis final de 2008, Man-Bat se convirtió en un Justificador y se mostró atacando el Cuartel general de Jaque mate de Suiza.
Durante la historia de 2009 "Battle for the Cowl", luego de la aparente muerte de Batman, Kirk es perseguido por pesadillas de convertirse en Man-Bat y matar a su esposa. Cuando Francine desaparece, toma el suero y trata de seguirla. Después de un altercado con los Outsiders, vuelve a su forma humana y es capturado por el Doctor Phosphorus, quien revela que el suero no es necesario para desencadenar el cambio. Kirk descubre que Phosphorus también ha capturado a Francine y se convierte en Man-Bat para salvarla.
Durante la historia de Blackest Night 2009-2010, Francine rastrea a Kirk (como Man-Bat), después de haber creado una cura, y reveló que la próxima transformación de Kirk sería permanente si no la bebía. Kirk intenta tomar la cura, pero su personaje Man-Bat no se lo permite. Justo cuando Kirk está a punto de beberlo, Francine es herida en el fuego cruzado de la batalla entre Black Lantern Solomon Grundy y Bizarro (el último de los cuales ya está en la escena, tratando de evitar que Kirk tome la cura). Angustiado por las heridas de Francine, Kirk se transforma en Man-Bat, aparentemente de forma permanente.
En Batgirl (vol. 3) # 10-11, Man-Bat se ve bajo el control de Calculador como un tecno-zombi.
En la historia de "Collision" de Red Robin, siguiendo las acciones de Red Robin contra Ra's al Ghul y la Liga de Asesinos, esta última intenta asesinar a personas relacionadas con la Bat-Familia. Man-Bat, siguiendo las órdenes de Red Robin, protege a Julie Madison, una ex amante de Bruce Wayne, contra los asesinos de Ra's al Ghul.

### The New 52
En The New 52 (un reinicio de 2011 del universo de DC Comics), se reinicia la mayor parte de la historia de Kirk Langstrom. El suero Man-Bat aparece por primera vez en Detective Comics # 18 (mayo de 2013). Ignatius Ogilvy también toma posesión del suero Man-Bat, que usa como un virus en el aire para propagarse por el "Bloque 900" de Gotham City.
En Detective Comics (vol. 2) # 19 (junio de 2013), Kirk Langstrom aparece por primera vez donde él y su esposa Francine son escoltados por Batwoman a la ubicación de Batman. Langstrom revela que él es el creador del suero, con la intención de ayudar a las personas sordas. Asumiendo la responsabilidad como creador del suero, usa una muestra del suero que Batman había obtenido para inyectarse. Esto crea un antivirus que también se propaga por el aire. Langstrom se convierte en un Man-Bat (el último Man-Bat que queda) mientras su antivirus cura a los ciudadanos restantes de Gotham.
Langstrom reaparece en Batman Inc. (vol. 2) # 10 (junio de 2013) aparentemente dando a Batman el suero. También afirma estar trabajando en un antídoto en aerosol para el suero.
La función de respaldo de Detective Comics (vol. 2) # 21 (agosto de 2013), se centra en Langstrom y su esposa. Cambia de la forma Man-Bat a su forma humana y se vuelve adicto al suero Man-Bat, tomándolo todas las noches. Al parecer, no recuerda sus acciones de la noche anterior, pero le preocupa que una serie de asesinatos denunciados sean su culpa.
Durante la historia de Maldad Eterna, Man-Bat se encuentra entre los villanos que fueron reclutados por el Sindicato del Crimen de América para unirse a la Sociedad Secreta de Supervillanos. El Espantapájaros y Man-Bat intentan robar las Garras congeladas (asesinos que están asociados con la Corte de los Búhos) de Blackgate mientras el Pingüino tiene una reunión con Bane. Bane llega a Blackgate mientras el Man-Bat y sus compañeros Man-Bats intentan transportar a los Talons al Sr. Frío y pueden evitar que uno se vaya.
Los números finales de la serie Batman: The Dark Knight establecerían que Kirk es el hijo de un empresario farmacéutico adinerado y corrupto llamado Abraham Langstrom, quien considera a su hijo como un fracaso en comparación con Bruce Wayne, el hijo de su rival comercial Thomas Wayne. Abraham robaría el suero de su hijo, haría algunas de sus propias mejoras y lo usaría para apuntar a las personas sin hogar (porque nadie los extrañaría) antes de ser detenido por Batman, aunque puede alegar locura temporal para evitar ir a prisión.

### DC Rebirth
En la secuela de Watchmen Doomsday Clock, Man-Bat aparece en las noticias como un ejemplo de la "Teoría de Superman", donde el gobierno ha estado experimentando con humanos para darles superpoderes. Man-Bat acompañó más tarde a Black Adam en su ataque a la Casa Blanca.
En Harley Quinn Rebirth, la esposa de Langstrom se enfurece contra Harley y sus amigos, convirtiendo a Harley y su amigo Tony en Man-Bats como parte del plan de Pingüino para romper el espíritu de Harley. Sus otros amigos consiguen que Langstrom sea liberado y él los ayuda a encontrar el antídoto antes de escapar, como era de esperar.

## Poderes y habilidades
Al tomar su fórmula de glándula de murciélago, Kirk Langstrom puede transformarse en una criatura parecida a un murciélago. Al tomar un antídoto o si la fórmula de la glándula de murciélago desaparece, puede volver a la forma humana.
Como Man-Bat, su fuerza, agilidad y resistencia se mejoran a niveles sobrehumanos. Kirk posee un conjunto adicional de dígitos que forman alas de murciélago coriáceas que le permiten volar, audición súper sensible y un sonar natural. Emite ondas de sonido agudas y puede escuchar los ecos que hacen cuando rebotan en los objetos cercanos, lo que permite al Man-Bat navegar perfectamente en la oscuridad total.
Si está en la forma Man-Bat durante un tiempo prolongado, pierde el control sobre su lado animal y trabaja por puro instinto, lo que lo hace propenso a dañar a amigos y enemigos por igual.

## Otros personajes de llamados Man-Bat

### Comandos Man-Bat
Como se mencionó anteriormente, Talia al Ghul capturó a Kirk Langstrom y amenazó con envenenar a Francine si no le daba la fórmula Man-Bat. Kirk cede a los comandos de Talia al Ghul, donde usa la fórmula Man-Bat en algunos miembros genéricos de la Liga de Asesinos para convertirlos en los Comandos Man-Bat del grupo.
En The New 52 (un reinicio del universo de DC Comics), varios Man-Bats han aparecido bajo el control de Talia al Ghul en su plan para destruir a Batman. Más tarde se explica que Talia al Ghul hizo que un agente robara el suero del laboratorio de Langstrom para usarlo en sus soldados para crear los comandos Man-Bat.
Durante la historia de "Maldad Eterna", se utilizaron algunos comandos Man-Bat para ayudar al Sindicato del Crimen a cazar a los Renegados. El Amo de los Espejos logró atrapar a algunos de ellos en el Mundo Espejo. Cuando un Man-Bat arrebata al Mago del Clima, los otros miembros de Rogues lo persiguen hasta que choca contra una pared sólida de hielo al llegar al territorio del Sr. Frío.

### Abraham Langstrom
Cuando Thomas y Martha todavía estaban vivos, Kirk Langstrom tenía un padre llamado Abraham, cuya empresa Patriarch Biopharmaceuticals competía con Empresas Wayne. Años después de la muerte de Thomas y Martha, Abraham continuó con sus negocios turbios que implicaban explotar el suero Man-Bat de su hijo, que planea obtener ganancias con él. Pronto se volvió adicto al suero mejorado. Cuando se convirtió en Man-Bat, Abraham apuntó a las personas sin hogar de Gotham City y les quitó la sangre. Esto hizo que Batman se uniera a Kirk Langstrom para luchar contra Abraham. Debido a que la piel de la forma Man-Bat de Abraham era dura, Batman se inyectó la cura y engañó a Abraham para que bebiera su sangre lo suficiente como para regresar a la normalidad. Batman luego entregó a Abraham a la policía. Después de evadir el encarcelamiento alegando que no tenía conocimiento de lo que hacía su forma de Man-Bat, Abraham regresó a su compañía, aunque está cansado por el hecho de que Batman lo atrapará cuando cometa un error.

## Otras versiones

### Countdown to Final Crisis
En Countdown to Final Crisis: The Search For Ray Palmer, se mostró una versión alternativa del Man-Bat. Es de Gotham by Gaslight (Tierra-19) y ha experimentado con murciélagos similares a su contraparte convencional. Más tarde es derrotado por Escarabajo Azul y Batman.

### Flashpoint
En la línea de tiempo alternativa del evento Flashpoint, Man-Bat es asesinado por Miranda Shrieve, la nieta de Matthew Shrieve. En un flashback, el Tte. Matthew Shrieve invitó al Man-Bat a ser un nuevo miembro de los Creature Commandos, pero Man-Bat lo traiciona y mata a su familia. Se revela que Man-Bat había estado trabajando con el general Sam Lane, quien es responsable de la muerte de la familia de Miranda.

### LJA: El clavo
En la historia de Elseworlds LJA: El clavo, un Man-Bat capturado hace una aparición en los Laboratorios Cadmus del Profesor Hamilton.

### Batman del futuro
En la serie de cómics Batman Beyond ambientada décadas después de Batman: The Animated Series, se revela que poco después de que Batman curó a Francine del suero Man-Bat, ella y Kirk comenzaron a vivir una vida pacífica cuando comenzaron a estudiar sonido y tuvieron dos hijos. Sin embargo, Francine desarrolló una forma agresiva de Parkinson y tenía una esperanza de vida corta, lo que llevó a Kirk a intentar perfeccionar el suero Man-Bat para salvar su vida, pero cuando lo hizo, ya era demasiado tarde. Después de esto, sus hijos lo abandonaron, enojados porque no pasó tanto tiempo con ella durante sus últimos días. Devastado por "perder" a su familia, Kirk recurrió al suero, que ha sido perfeccionado hasta el punto en que es capaz de hablar y controlar sus acciones, y ha estado viviendo en secreto como Man-Bat desde entonces. Tres años antes, rescata a una niña llamada Tey, quien era rehén de los Jokerz, y le inyecta el suero Man-Bat, lo que lleva a los dos a enamorarse. En el presente, Kirk, ahora como un Man-Bat de barba blanca, intenta construir su propio culto de Man-Bats, planea usar Kanium para ayudar a su culto a controlarse mejor en sus formas de Man-Bat y establece un arma destructiva que se refiere a la policía. Bruce intenta razonar con Kirk, pero solo resulta que Kirk los ve a ambos como monstruos y prepara su bomba para destruirlos a los dos. Sin embargo, Batman rescata a Bruce a tiempo. Man-Bat le dice a Bruce que use su segunda oportunidad sabiamente mientras detona la bomba para suicidarse.

### Temporada Once de Smallville
Man-Bat aparece en el de cómic de Smallville temporada Once. En Gotham City, los anillos amarillos de Parallax se dirigen al Arkham Asylum. Allí, Batman y Nightwing están haciendo todo lo posible para contener a los nuevos reclusos de Arkham, incluido el Man-Bat, que ya se han transformado en Yellow Lanterns. Por suerte, Superman llega justo a tiempo para ofrecer ayuda a Batman y Nightwing. Superman está peleando con Man-Bat y antes de derribarlo, Superman le dice al Man-Bat que, si hay más hombre que murciélago dentro de él, entonces no se alegra de esto. Emil Hamilton logra encontrar una manera de reiniciar los anillos, por lo que cuando lo hace, todos los Yellow Lanterns, incluido Man-Bat, se liberan de la influencia del miedo y pierden sus poderes, y los anillos se vuelven negros. Después de que sus anillos se reinician y pierden sus poderes, los presos de Arkham caen del cielo, incapaces de hacer nada para escapar de su eventual muerte, pero Superman logra salvarlos a todos. Después de la derrota de Parallax, todos los criminales ahora sin poder regresan al Arkham Asylum.

### Injusticia: Dioses entre nosotros
En el cómic de la precuela de Injustice: Dioses entre nosotros, Man-Bat aparece en el exclusivo bar World's End del villano, intentando disfrutar de una bebida cuando Wonder Woman y Flash llegan en su búsqueda del Amo de los Espejos. En el quinto año, Man-Bat se encuentra con Máscara Negra, Tigre de Bronce, el Sombrerero Loco, El Espantapájaros y Tweedledum y Tweedledee hasta que Damian Wayne interrumpe su reunión. Cuando los villanos comienzan a abrumar a Damian, Deadman llega donde posee el Tigre de Bronce y noquea a los villanos antes de pedir ayuda.

### Injusticia 2
En el cómic de la precuela de Injustice 2, se muestra que Man-Bat es un miembro del Escuadrón Suicida de este universo. Finalmente es asesinado cuando Grodd usurpa a Solivar y Ra's al Ghul, quien anteriormente tenía la custodia del Escuadrón.

## En otros medios

### Televisión

#### Acción en vivo
- Al Man-Bat se alude en la serie de acción en vivo Gotham y hay un personaje, Tweaker que es muy similar a él. Una de las criaturas de Hugo Strange es un hombre con garras y capaz de desplegar alas de su espalda, aunque en los créditos se le llama Tweaker. En el final de la temporada 4 "No Man's Land", dos drogadictos buscan objetos en una iglesia desierta, cuando una criatura parecida a un hombre que está sobre ellos cae y suelta un par de alas de murciélago mientras chilla. Se desconoce si este personaje es de hecho el Man-Bat o una variación. El personaje originalmente iba a regresar para la última temporada del programa, inspirando a Bruce Wayne a usar la imagen de un murciélago para enfrentarse a los criminales. Sin embargo, el personaje fue eliminado de la temporada debido a un recuento de episodios acortado, junto con Lady Shiva.

#### Animación
- Kirk Langstrom / Man-Bat aparece en The Batman, con la voz de Peter MacNicol, mientras que los efectos de sonido especiales proporcionan los efectos vocales de Man-Bat. Esta versión es un empleado de Empresas Wayne que investiga sobre murciélagos y aparentemente padece albinismo. Cuando Bruce Wayne comienza a cortar los fondos para su proyecto, Langstrom le dice a Bruce que necesita el proyecto para curar la sordera de su sobrina. Cuando Bruce descubre que Langstrom está mintiendo, va a la oficina de Langstrom para descubrir tanto la obsesión de Langstrom con Batman como el verdadero propósito del proyecto. Langstrom llegó a su bóveda para encontrar a su jefe allí; él admite que creó la fórmula para que pueda ser temido como Batman, y bebe un suero, lo que resulta en su transformación Man-Bat. Ataca a Bruce en su oficina y escapa. Batman se enfrenta al Man-Bat en los cielos de Gotham City, aterrizando en el suelo, y Langstrom vuelve a su forma humana. Para estar seguro, Batman destruye uno de los viales de Langstrom. Langstrom bebe el vial restante, se transforma en Man-Bat y secuestra al detective Ethan Bennett. Batman se enfrenta al Man-Bat en una alcantarilla, donde Langstrom vuelve a su forma humana, y es llevado al Asilo Arkham. Mientras está en Arkham Asylum, Langstrom está tratando de recrear el suero Man-Bat, mientras que el Pingüinoencuentra un dispositivo de sonda para controlar un cóndor grande, pero termina con un dispositivo de sonda diseñado para controlar murciélagos. Cuando el Pingüino usa el dispositivo, los restos latentes del suero Man-Bat aún dentro de Langstrom se despiertan, lo que resulta en su transformación Man-Bat e instintivamente lo lleva al escondite del Pingüino. Con el dispositivo de sonda, el Man-Bat hace las órdenes del pingüino, devolviéndolo a su forma humana diciendo "descanso". Langstrom está furioso con el pingüino cuando se entera de los planes del pingüino, prometiendo que el pingüino sentirá la ira del hombre-murciélago. En los muelles, Batman se enfrenta al Man-Bat y, utilizando su propio dispositivo de sonda, induce una reversión a su forma humana. Langstrom y Pingüino son llevados a Arkham. Langstrom luego regresa como uno de los muchos villanos capturados por el vigilante Rumor. Se le mostró en su forma humana y luego en su forma Man-Bat, lo que implica que tiene control total sobre su transformación. Langstrom hizo una última aparición, ya no es un villano y renunció al nombre de Man-Bat. Batman acusó a Langstrom de crear un antídoto para su propio mutágeno que algunos estudiantes universitarios le habían robado y estaban planeando infectar a todo el cuerpo estudiantil.
- Man-Bats aparecen en Batman: The Brave and the Bold. En el episodio "Last Bat on Earth!", Batman viaja al futuro para detener a Gorilla Grodd, que ahora lidera a los simios. Cuando Batman entra en la Batcave con Kamandi y el Dr. Canus, se encuentran con los humanoides "Man-Bats" que pueden hablar como el resto de los animales humanoides. Batman y Kamandi logran expulsar a los Man-Bats después de derrotar a su líder. Los Man-Bats luego ayudan a Batman en una guerra total contra los simios, habiendo ganado respeto por el Caballero Oscuro.
- Kirk Langstrom / Man-Bat aparece en Beware the Batman, con la voz de Robin Atkin Downes. En "Doppelgänger", el Dr. Langstrom estaba trabajando en una cura para enfermedades con ADN de murciélago antes de que el Profesor Pyg y el señor Toad allanaron su laboratorio y lo obligaron a punta de pistola a mutar a un híbrido hombre / murciélago con una versión corrupta de su fórmula. Los dos usaron un collar mecánico lleno de drogas para controlar el Man-Bat y obligarlo a robar productos químicos para que puedan recrear la fórmula del Dr. Langstrom y convertir a los humanos en híbridos humanos / animales. Después de que Batman y Katana capturan y liberan al Man-Bat, les paga a los dos ayudando a derrotar al profesor Pyg y al señor Toad. Después de derrotar a los villanos, Man-Bat jura trabajar en las sombras para curar su condición. En "Alone", Katana recluta a Man-Bat junto con Metamorfo y Oracle para ayudar a Batman en la batalla final contra Deathstroke the Terminator. Todos van a la Baticueva para derribar las bombas C4 de Deathstroke dispersas. El Man-Bat presenta una fórmula ZIP para Metamorfo para crear, de modo que pueda borrar la memoria de Deathstroke de la verdadera identidad de Batman.
- Man-Bat aparece en el especial de televisión Lego DC Comics: Batman Be-Leaguered, con efectos vocales proporcionados por Dee Bradley Baker.
- Man-Bat aparece en Scooby-Doo y ¿quién crees tú? episodio "¡Qué noche para un caballero oscuro!" Alfred Pennyworth es secuestrado por Man-Bat y tanto Mystery Inc. como Batman están en el caso. Al principio, Batman cree que es Langstrom, pero recuerda que Langstrom todavía está encerrado en Arkham. Resulta ser nada menos que el Joker tirando de la artimaña tradicional de Scooby-Doo vistiéndose como Man-Bat.
- Man-Bat aparece en la serie animada de DC Universe, Harley Quinn. Él aparece en "LODRSVP" como miembro de la Legión del Mal. En el episodio "There's Nowhere to Go But Down", Man-Bat es seleccionado para representar a Harley Quinn y Hiedra Venenosa en un tribunal canguro sostenido por Dos Caras y Bane, aunque nadie podía entender lo que estaba diciendo. En "The Runaway Bridesmaid", Man-Bat asiste a la boda de Ivy y Hombre Cometa y participa en la pelea entre los supervillanos asistentes y el GCPD.

##### Universo animado de DC
- Kirk Langstrom / the Man-Bat apareció en el universo animado de DC, con la voz de Marc Singer, mientras que se usaron efectos de sonido especiales para Man-Bat.
  - El Dr. Kirk Langstrom apareció por primera vez en Batman: La serie animada. Esta versión era zoólogo en el zoológico de Gotham City. Aparece por primera vez en el episodio "On Leather Wings", donde roba sueros de los laboratorios químicos y es confundido con Batman. La bestia luego comete otros robos por la noche y la gente comienza a preguntarse si es Batman o algún otro héroe enmascarado. Batman recupera un mechón de pelo del laboratorio al que Bruce Wayne lleva al Dr. March (suegro de Langstrom) para que lo analicen y le digan que es solo de un pequeño murciélago marrón. Pero poco después, Batman descubre que March está mintiendo y viaja al laboratorio. La misma noche, Langstrom bebe el suero, cuando Batman llega para interrogarlo, revelando al Dr. March como el ladrón del suero de los laboratorios químicos. Langstrom le dice a Batman que había descubierto una sustancia química que creó una nueva especie que no era ni hombre ni murciélago, que comenzó a tomar, pero que no pudo controlar. Langstrom le revela a Batman que la criatura está en él y se transforma en un monstruo mitad hombre / mitad murciélago antes de atacar a Batman. Después de una batalla en el horizonte de Gotham City, el Man-Bat es noqueado y devuelto a la Baticueva. Batman logra eliminar la fórmula del sistema de Langstrom después de descubrir los químicos que fueron robados y vuelve a la normalidad. Langstrom aparece a continuación en el episodio "Tyger, Tyger", donde analiza el químico que el Dr. Emile Dorian usó para sus experimentos. En el episodio "Terror en el cielo", Langstrom está soñando que se transforma en Man-Bat y comienza a cometer crímenes. Entonces Langstrom se despierta, solo para encontrar los restos de una fruta y los rasguños de un trapo. Batman y Langstrom finalmente descubren que el otro Man-Bat resulta ser su esposa s sistema después de descubrir los productos químicos que fueron robados y vuelve a la normalidad. Langstrom aparece a continuación en el episodio "Tyger, Tyger", donde analiza el químico que el Dr. Emile Dorian usó para sus experimentos. En el episodio "Terror en el cielo", Langstrom está soñando que se transforma en Man-Bat y comienza a cometer crímenes. Entonces Langstrom se despierta, solo para encontrar los restos de una fruta y los rasguños de un trapo. Batman y Langstrom finalmente descubren que el otro Man-Bat resulta ser su esposa Francine Langstrom, expuesta accidentalmente a un suero alternativo de Man-Bat creado por el padre científico de Francine, que estaba tratando de alterar el trabajo de Langstrom. Al final, Batman también cura a Francine y ella regresa con su esposo.
  - Kirk Langstrom apareció en Las nuevas aventuras de Batman. Hizo un cameo durante la boda de Bruce Wayne en el episodio "Química".
  - En Batman del futuro, una nueva tendencia denominada "empalme" implica fusionar ADN animal y humano. El nuevo Batman (Terry McGinnis) termina siendo capturado por el líder de los Splicers, Abel Cuvier (también conocido como Chimera) y se le inyecta ADN de murciélago vampiro, que transforma a Batman en un hombre murciélago. Batman vuelve más tarde a la normalidad por Bruce Wayne. Kirk Langstrom nunca apareció en esta serie.
  - Kirk Langstrom se menciona en Liga de la Justicia Ilimitada. En el episodio "The Doomsday Sanction", el Profesor Milo menciona que la investigación de Langstrom ha demostrado ser útil para experimentos que unen ADN humano y animal para el Proyecto Cadmus. Esto termina en desastre cuando se menciona que un jabalí común mutado destruyó su laboratorio.

### Película

#### Acción en vivo
- El Man-Bat fue considerado como un antagonista en uno de los guiones no producidos para una tercera película de Joel Schumacher Batman, la quinta película sin hacer Batman Unchained, pero fue abandonado a favor del Espantapájaros y Harley Quinn. Man-Bat era ser un antagonista central en Batman: DarKnight de Lee Shapiro, un guion junto con el espantapájaros.[37] Debía ser interpretado por Mark Linn-Baker o Martin Short.[38]
- Man-Bat iba ser uno de los villanos principales en la cancelada secuela de Batman y Robin, Batman Triumphant junto a Harley Quinn y El Espantapájaros
- Una criatura muy similar a Man-Bat aparece durante las escenas eliminadas de Batman Forever.
- En Batman Begins Batman le da un suero a Jonathan Crane provocando que alucine, e imaginándose a Batman cómo un monstruo este monstruo es parecido a Man-Bat.
- Una criatura que se asemeja estrechamente a Man-Bat aparece brevemente la película Universo extendido de DC del 2016, Batman v Superman: Dawn of Justice. Cuando Bruce Wayne visita las tumbas de sus padres fallecidos en una pesadilla, la criatura emerge de la cripta y los ataques de Martha Wayne.[39][40]

#### Animación
- Una versión de Sindicato del Crimen de América llamada She-Bat aparece brevemente en Justice League: Crisis on Two Earths como uno de los secuaces de Superwoman. Esta versión es una amalgama de Man-Bat y Catwoman.
- Kirk Langstrom y los comandos Man-Bat aparecen en Son of Batman, con Kirk Langstrom con la voz de Xander Berkeley, mientras que los efectos vocales de los comandos Man-Bat son proporcionados por Dee Bradley Baker. Al principio, Langstrom trabaja para Ra's al Ghul en un intento de crear un ejército de Man-Bats para fortalecer a la Liga de Asesinos. Kirk también estaba detrás del mutágeno con el que Killer Croc se fortaleció, lo que hizo que brotara una cola. Después de la muerte, Deathstroke lo recluta para continuar su trabajo, tomando a su esposa Francine Langstrom y a su hija Rebecca (con la voz de Kari Wahlgren) como rehenes para crear la fórmula Man-Bat. Cuando Batman encuentra una pista en el laboratorio de Langstrom, un mono mutado que vivía allí atacado. Los tres son luego rescatados por Batman y Damian Wayne. Mientras que el mutágeno está completo para entonces, Langstrom crea suficiente antídoto para detener a los Man-Bats.
- Kirk Langstrom / Man-Bat aparece en Batman Unlimited: Animal Instincts, con la voz de Phil LaMarr. Esta versión estaba trabajando en un suero para ayudar a los sordos y ciegos, pero accidentalmente se convirtió en Man-Bat. El Pingüino usó esta nueva forma para su ventaja, dándole a Langstrom curas a cambio de la ayuda del Man-Bat con crímenes y Langstrom creando animales robóticos. Él aparece como parte de la animalitia del Pingüino. Red Robin logra que la mente de Langstrom salga a la superficie en el Man-Bat, lo que le permite ayudar a derrotar al Pingüino y defender a Gotham contra el meteorito Midas. Al volar hacia el rayo que alimentaba el escudo, Man-Bat pudo quemar los restos de la fórmula, volviéndolo a su forma humana.
- Una versión mundial paralela aparece como "Batman" en Liga de la Justicia: Dioses y monstruos, con la voz de Michael C. Hall. Esta versión de Kirk Langstrom desarrolló habilidades parecidas a las de los vampiros al consumir un suero para curar su cáncer, con el doctor Will Magnus llevando a cabo investigaciones adicionales para desarrollar una cura adicional para su transformación después de proporcionarle a Kirk nanites para ayudar a perfeccionar la cura de Kirk sin esperar a llevar a cabo exámenes adicionales. Kirk también estaba enamorado de la esposa de su amigo, Tina Magnus, lo que resultó en que Magnus golpeara accidentalmente a Tina en un ataque de ira una vez que se dio cuenta de que Tina amaba a Kirk. Batman trabaja junto con los otros miembros de la Liga de la Justicia, Superman (Hernan Guerra) y Wonder Woman (Bekka de Nuevo Génesis) cuando Magnus intentó enmarcar a los tres para cumplir con los planes de inyectar nanites a todos en el mundo para que la humanidad funcione como un colectivo. Cuando termina la pelea y Magnus, arrepentido y se destruye a sí mismo, él y Superman usan los datos de Krypton para ayudar a la humanidad mientras lloran la pérdida de su mejor amigo e interés amoroso.
- Man-Bat aparece en la película animada directa a video Lego DC Comics Super Heroes: Justice League: Attack of the Legion of Doom, con efectos vocales proporcionados por Dee Bradley Baker. Él está entre los villanos que audicionan para un lugar en la Legión del Mal. Man-Bat, el Pingüino y el Joker son eliminados debido a las afirmaciones de Lex Luthor de que la Legión de la fatalidad no tiene espacios de estacionamiento adicionales en su sede.
- Kirk Langstrom aparece en Batman Unlimited: Mechs vs. Mutants, con la voz de Phil LaMarr. En esta película, Langstrom ya no es Man-Bat y trabaja como experto en robótica para Bruce Wayne.
- Man-Bat hace una aparición en The Lego Batman Movie.
- Rebecca Langstrom (presentada en Son of Batman) hace una breve aparición en Suicide Squad: Hell to Pay. Ella se muestra en un edificio huyendo de Deadshot, inicialmente confundiéndola con Zoe Lawton hasta después de una pelea con el Tigre de Bronce. Su apariencia ha cambiado ligeramente de Hijo de Batman, donde su cabello es morado, mientras que su cabello está teñido de marrón en Hell to Pay. Se desconoce si sus padres saben que ella estaba en la farmacia o no.

### Videojuegos
- La versión de videojuego Super NES de The Adventures of Batman & Robin presenta a Man-Bat como un personaje enemigo. Él habló en este juego.
- Man-Bat aparece en los tres juegos de Lego Batman como uno de los villanos a los que abatir.
- Man-Bat aparece en Lego Batman 2: DC Super Heroes, con efectos vocales proporcionados por Fred Tatasciore. Él aparece como un jefe de lucha en la Catedral de Gotham y un personaje desbloqueable. Ahora es capaz de volar en lugar de solo planear y ahora tiene sonar.
- Man-Bat aparece como un personaje jugable en Lego Batman 3: Beyond Gotham, con efectos vocales proporcionados por Liam O'Brien. Él tiene su propia misión secundaria donde el jugador tiene que ayudarlo a obtener un ingrediente que necesita para completar una fórmula.
- Man-Bat aparece en Batman: Arkham Knight con la voz de Loren Lester. Después de que Riddler solicite su presencia en la isla Miagani de Gotham City, Batman tiene un encuentro con Man-Bat. Cuando Batman ve al Hombre-Murciélago volando sobre la Isla Miagani, lo intercepta y toma una muestra de sangre para determinar la identidad de la criatura. Batman carga el análisis de la muestra a Alfred, quien identifica que la sangre pertenecía al Dr. Kirk Langstrom. Batman va al laboratorio de Langstrom en Chinatown y ve cintas de video que muestran los orígenes de Man-Bat. Similar a los cómics, el Man-Bat fue creado probando una fórmula basada en el ADN del murciélago vampiro para curar su sordera mientras estaba en presencia de Francine Langstrom. Cuando Kirk se transforma, pierde el control de su forma Man-Bat y mata accidentalmente a Francine. Batman identifica la causa de la muerte como un trauma contundente en la cabeza, deduciendo que Langstrom no tenía idea de lo que estaba haciendo. Después de varios encuentros, Batman crea un antídoto y lo inyecta en el Man-Bat para cambiarlo de nuevo a Kirk Langstrom, encerrándolo en el maletero del Batimóvil mientras se completa el proceso. Una vez en la estación de policía de Gotham City, Batman coloca a Kirk en una celda de aislamiento. Kirk es visto por última vez llorando en su celda por su papel en la muerte de Francine. Si Batman entra al laboratorio de Langstrom después de esta misión secundaria, descubre que el cuerpo de Francine desapareció y una pintura de sangre en la ventana rota que dice "Forever my love", lo que implica que ella se convirtió en She-Bat. Si la fecha en la consola o computadora en la que se encuentra el juego se cambia al 31 de octubre (Halloween) a cualquier año, lidiar alrededor de los edificios eventualmente hará que el salto de Man-Bat vuelva a ocurrir. Al regresar al Departamento de Policía de Gotham City y hablar con el Oficial Boulden revelará que Kirk Langstrom aparentemente se transformó de nuevo en Man-Bat y salió de su jaula con Cash disparándole, pero desapareció debido a la velocidad a la que voló. Batman dirá "Tenía miedo de que esto sucediera", lo que llevó a Boulden a responder con "Feliz Halloween, ¿eh?".
- Man-Bat aparece como un personaje jugable en Lego DC Super-Villains. Se puede jugar a través del DLC " Batman: The Animated Series Level Pack".[41]

### Serie web
- La versión paralela de Batman de Kirk Langstrom aparece en Justice League: Gods and Monsters Chronicles (un compañero de Justice League: Gods and Monsters), con la voz de Michael C. Hall. En el primer episodio, derrota a Harley Quinn, a quien mata chupando su sangre en lugar de llevarla a la policía.

### Varios
- En el número 28 de los cómics de Super Friends, Man-Bat apareció como uno de los cinco enemigos con los que luchan los Súper amigos.[42]
- En The Batman Adventures (una serie de cómics basada en Batman: la serie animada), se formó otro Man-Bat cuando el Dr. Stefen Perry robó el suero Man-Bat de Langstrom. Fue derrotado por Batman y arrestado por la policía. En el número 21, Kirk Langstrom fue luego transformado a la fuerza en el Man-Bat y reclutado por el Dr. Emile Dorian, quien esperaba usar su ayuda para formar una "Casa de Dorian" con la forma de hombre lobo de Anthony Romulus, Tygrus (quien Emile engañado para trabajar para él de nuevo), y Man-Bat.
- Man-Bat aparece en el número 12 del All-New Batman: The Brave and the Bold (que se basa en Batman: The Brave and the Bold).
- En el número 4 del spin-off del cómic Beware the Batman, aparece un nuevo Man-Bat en la forma de Tim Quan, un conocido de Barbara Gordon que está enamorado de ella. Fue mutado cuando se coló en el laboratorio de Kirk Langstrom (que todavía está atrapado en su forma de Man-Bat y estaba buscando una cura). Habiéndose vuelto más inestable que Langstrom, Quan se enfurece y secuestra a Barbara. Batman se une a Langstrom para encontrar y curar a Quan a expensas de la propia cura de Langstrom.